# Juan Martí Viñolas
Juan Martí Viñolas (La Garriga, 9 de enero de 1887 - 17 de septiembre de 1978) fue un ciclista español de principios de siglo. Fue conocido como el "Martí de la Garriga". 

## Biografía
Quedó segundo en la Volta a Cataluña de 1912, debido a una penalización por haber cogido un atajo, cosa que él negó. Prometió una venganza y en el año siguiente la ganó, venciendo la primera de las tres etapas, concretamente la Barcelona-Lérida en la cual consiguió más de 25 minutos de ventaja.  En esta carreras aun se utilizaba el piñón fijo, aunque ya se había desarrollado el piñón libre, mucho más cómodo y fácil de llevar.
También ganó la Vuelta al País Vasco y Navarra (con una etapa de las cuatro de las que constaba la prueba) que incluía el Campeonato de España de Ciclismo de 1913. Però el estallido de la I Guerra Mundial cortó su trayectoria , impediéndole su participación en el Tour de Francia y forzando su retirada prematura.
En una época con pocos conocimientos sobre la preparación física y alimentaria por la práctica del deporte, era conocido por su combinación de fruta, azúcar y café como bebida antes de cada etapa.
El 9 de enero de 1961 recibió un homenaje, junto a Sebastián Masdeu y José Magdalena, con una cena y una entrega de diplomas, por haber sido los vencedores de las tres primeras ediciones de la Volta a Cataluña.
El 8 de agosto de 1961 presidió, junto con el también ciclista Mariano Cañardo, el Criterium de Campeones de ciclismo que tuvo lugar en el Paseo de la Garriga. En 1971, con motivo del cincuentenario de la Volta a Cataluña, recibió de manos de Miguel Poblet un diploma como ganador de la edición de 1913.

El 13 de septiembre de 1977, con ocasión de la llegada a su pueblo de la 57.ª edición de la Volta a Cataluña, entregó el trofeo al ganador de la sexta etapa, el belga Freddy Maertens.
También el Ayuntamiento de la Garriga le hizo un acto de homenaje por su trayectoria deportiva y en agradecimiento a la donación de una casa de su propiedad (calle de Can Xic Corder, núm. 5) con el fin de destinarlos a actividades culturales del pueblo.

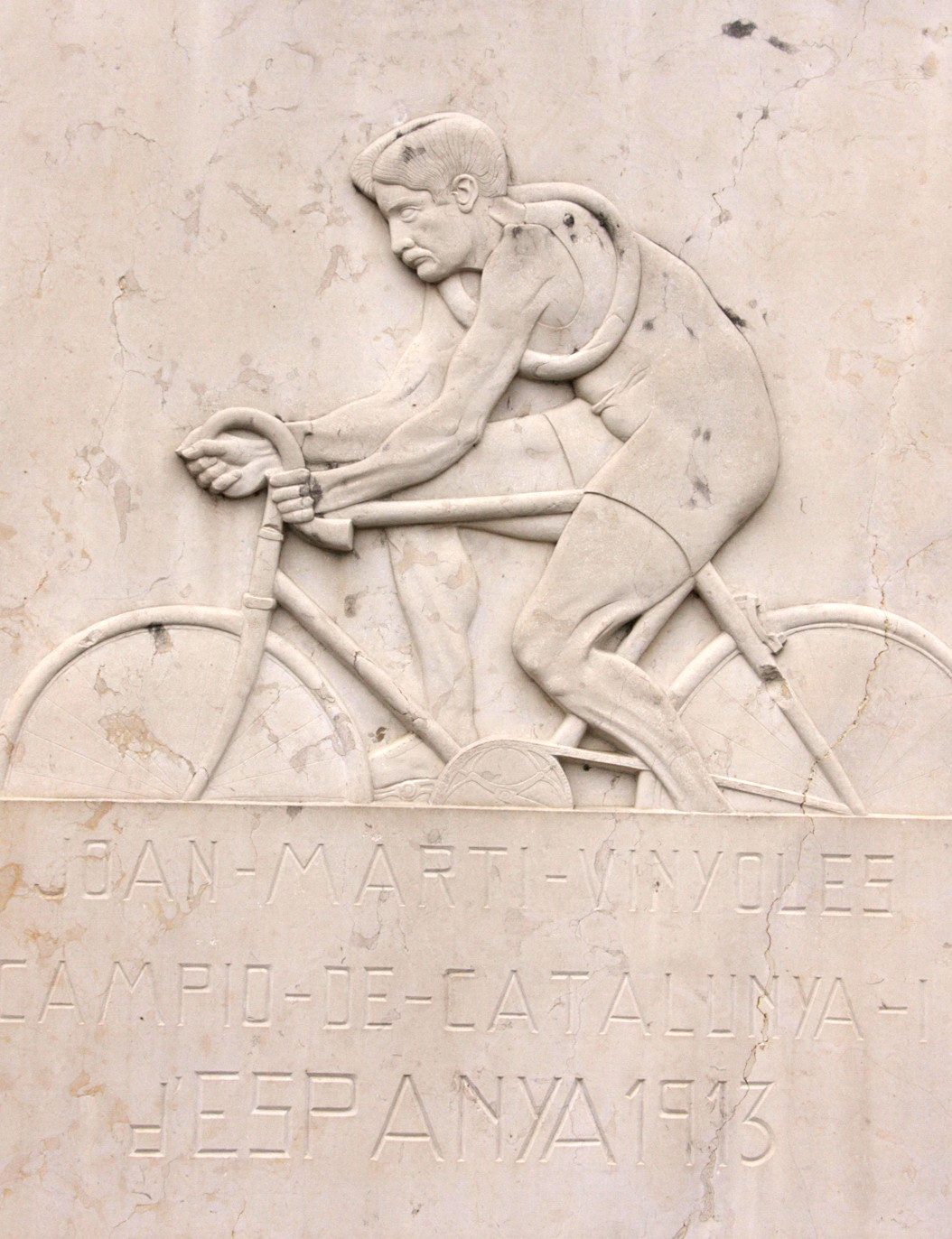
Mausoleo de Joan Martí en la Garriga

Juan Martí reposa en el cementerio de la Doma bajo un relieve escultórico que representa el campeón carrasqueño en 1913 cuando ganó la Vuelta Ciclista a Cataluña, imagen que fue extraída de una fotografía publicada en la revista  Stadium .

## Palmarés
1913
- Campeonato de España
- Volta a Cataluña i vencedor de una etapa
- 1.ª de la Vuelta al País Vasco y Navarra y vencedor de una etapa